# 池田来翔
池田 来翔（いけだ らいと、1999年12月11日 - ）は、千葉県八千代市出身のプロ野球選手（内野手）。右投右打。千葉ロッテマリーンズ所属。

## 経歴

### プロ入り前
八千代市立八千代台小学校1年の時に北東タイガースで野球を始めた。6年時には千葉ロッテマリーンズジュニアに選出され、NPB12球団ジュニアトーナメントにも出場した。八千代市立八千代中学校時代は東都京葉ボーイズに所属し、主に遊撃手を守った。
習志野市立習志野高等学校では2年秋から三塁手のレギュラーを獲得。3年夏の千葉県大会は、準決勝の検見川戦で先頭打者本塁打を放つなど打率.455と活躍し、チームは決勝に進出したが、山下輝擁する木更津総合に3-4で敗れ、甲子園に出場することはできなかった。高校時代の1学年下に古谷拓郎がいた。
進学した国士舘大学では1年春から三塁手のレギュラーを獲得。1年春の東都大学野球二部リーグ戦ではリーグ4位となる打率.354の成績を残した。2年春はリーグ最多の22安打（打率.333）。3年秋に三塁手から二塁手へ転向した。4年春はリーグ4位となる打率.333。東都大学野球リーグでは4年間を二部でプレーした。通算成績は82試合に出場し、打率.289、83安打、3本塁打、32打点。大学時代の2学年上に髙部瑛斗。
2021年10月11日に行われたプロ野球ドラフト会議では、千葉ロッテマリーンズから2位指名を受け、11月18日に契約金7000万円、年俸1200万円（金額は推定）で仮契約を結んだ。背番号は00。千葉ロッテマリーンズジュニア出身者として初のロッテ入りした選手となった。

### ロッテ時代
2022年は、3月31日の福岡ソフトバンクホークス戦で「9番・三塁手」としてプロ初出場・初先発し、4月3日の埼玉西武ライオンズ戦で十亀剣からプロ初安打を記録した。しかし一軍では22打席で2安打に終わり、11試合に出場して打率は.091、二軍では79試合の出場で、打率.241、2本塁打、14打点という成績だった。
2023年は、5月9日の埼玉西武ライオンズ戦で、初めて「1番・三塁手」として起用されると、7回に今井達也の変化球を左翼席へと運び、プロ初の本塁打と猛打賞を記録した。5月30日の読売ジャイアンツ戦で右手に死球を受け薬指を骨折。登録抹消はされず、6月6日の東京ヤクルトスワローズ戦からスタメン復帰を果たすと、1点リードの回に2点適時打を放ち打点を挙げた。最終的に40試合に出場し、打率.269、2本塁打、8打点という成績を残した。オフシーズンの11月から12月にかけて、オーストラリアン・ベースボールリーグのシドニー・ブルーソックスに派遣された。

## 選手としての特徴・人物
180cm、95kgの恵まれた体格ながら俊足も武器とする。
「来翔」という名前の由来は、父親がかつてNTT関東に所属しており、主に右翼手としてプレーし、第69回都市対抗野球大会に出場した際にライトスタンドへ本塁打を打ったことによる。

## 詳細情報

### 年度別打撃成績
| 年 度     | 球 団     | 試 合 | 打 席 | 打 数 | 得 点 | 安 打 | 二 塁 打 | 三 塁 打 | 本 塁 打 | 塁 打 | 打 点 | 盗 塁 | 盗 塁 死 | 犠 打 | 犠 飛 | 四 球 | 敬 遠 | 死 球 | 三 振 | 併 殺 打 | 打 率 | 出 塁 率 | 長 打 率 | O P S |
| --------- | --------- | ----- | ----- | ----- | ----- | ----- | -------- | -------- | -------- | ----- | ----- | ----- | -------- | ----- | ----- | ----- | ----- | ----- | ----- | -------- | ----- | -------- | -------- | ----- |
| 2022      | ロッテ    | 11    | 22    | 22    | 1     | 2     | 1        | 0        | 0        | 3     | 0     | 0     | 0        | 0     | 0     | 0     | 0     | 0     | 6     | 0        | .091  | .091     | .136     | .227  |
| 2023      | ロッテ    | 40    | 118   | 104   | 17    | 28    | 6        | 1        | 2        | 42    | 8     | 0     | 0        | 5     | 0     | 6     | 0     | 3     | 17    | 1        | .269  | .327     | .404     | .731  |
| 2024      | ロッテ    | 21    | 46    | 45    | 2     | 5     | 2        | 0        | 0        | 7     | 1     | 0     | 0        | 0     | 0     | 1     | 0     | 0     | 7     | 2        | .111  | .130     | .156     | .286  |
| 通算：3年 | 通算：3年 | 72    | 186   | 171   | 20    | 35    | 9        | 1        | 2        | 52    | 9     | 0     | 0        | 5     | 0     | 7     | 0     | 3     | 30    | 3        | .205  | .249     | .304     | .553  |

- 2024年度シーズン終了時

### 年度別守備成績
| 年 度 | 球 団  | 一塁  | 一塁  | 一塁  | 一塁  | 一塁  | 一塁     | 二塁  | 二塁  | 二塁  | 二塁  | 二塁  | 二塁     | 三塁  | 三塁  | 三塁  | 三塁  | 三塁  | 三塁     |
| 年 度 | 球 団  | 試 合 | 刺 殺 | 補 殺 | 失 策 | 併 殺 | 守 備 率 | 試 合 | 刺 殺 | 補 殺 | 失 策 | 併 殺 | 守 備 率 | 試 合 | 刺 殺 | 補 殺 | 失 策 | 併 殺 | 守 備 率 |
| ----- | ------ | ----- | ----- | ----- | ----- | ----- | -------- | ----- | ----- | ----- | ----- | ----- | -------- | ----- | ----- | ----- | ----- | ----- | -------- |
| 2022  | ロッテ | -     | -     | -     | -     | -     | -        | 6     | 3     | 14    | 0     | 2     | 1.000    | 3     | 1     | 7     | 2     | 2     | .800     |
| 2023  | ロッテ | 22    | 154   | 13    | 2     | 12    | .988     | 5     | 6     | 7     | 0     | 1     | 1.000    | 7     | 1     | 10    | 0     | 1     | 1.000    |
| 2024  | ロッテ | 5     | 29    | 1     | 0     | 1     | 1.000    | 10    | 16    | 17    | 0     | 2     | 1.000    | 3     | 5     | 1     | 1     | 0     | .857     |
| 通算  | 通算   | 27    | 183   | 14    | 2     | 13    | .990     | 21    | 25    | 38    | 0     | 5     | 1.000    | 13    | 7     | 18    | 3     | 3     | .893     |

- 2024年度シーズン終了時

### 記録
初記録
- 初出場・初先発出場：2022年3月31日、対福岡ソフトバンクホークス3回戦（ZOZOマリンスタジアム）、「9番・三塁手」で先発出場[11]
- 初打席：同上、3回裏に大関友久から右飛
- 初安打：2022年4月3日、対埼玉西武ライオンズ3回戦（ZOZOマリンスタジアム）、8回裏に十亀剣から左線二塁打[22]
- 初本塁打・初打点：2023年5月9日、対埼玉西武ライオンズ6回戦（ベルーナドーム）、7回表に今井達也から左越ソロ[23]
- 初盗塁：2025年6月6日、対中日ドラゴンズ1回戦（バンテリンドーム ナゴヤ）、3回表に二盗（投手：大野雄大、捕手：石伊雄太）

### 背番号
- 00（2022年[9] - ）